# インタークーラー

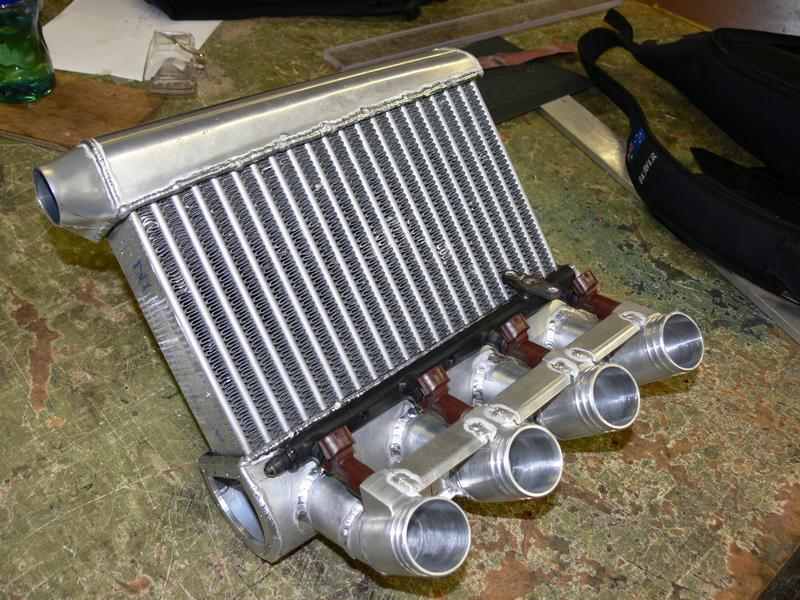
インタークーラー

インタークーラー（英: intercooler）は、船舶、鉄道車両、自動車、航空機や発電機などに用いられる過給機（ターボ、スーパーチャージャーなど）付き内燃機関用補機で、過給機の圧縮により温度が上がった空気を冷却する熱交換器である。燃費と出力（トルク、仕事率）が改善する。

## 解説
本来、インタークーラーとは多段過給において過給機と過給機との間に置かれ、1段目の過給機で圧縮された空気を冷却する中間冷却機のことを指す。エンジンの手前の冷却器は本来はアフタークーラーであるが、今では自動車用語としてインタークーラーと呼ばれている。この種の吸気冷却器全般を「チャージクーラー」とも呼ばれる。同一の方式であるが、イギリスのロールス・ロイス マーリンではインタークーラー、アリソンV-1650では「アフタークーラー」と呼ばれている。冷却に外気を用いる空冷式が多いが、冷却水を用いる水冷式もあり設置場所を選ばない利点がある。ラジエーターやオイルクーラー同様、放熱するためのフィンが並んでいる。
熱機関は熱サイクルの低温熱源と高温熱源の温度差が大きいほど効率が良く、内燃機関は吸気温度が低いほど単位容積当たりの吸気質量が増え、より多くの燃料を燃焼させることが可能となり、出力が向上する。過給機付きエンジンは自然吸気エンジンより吸気温度が高くなるため、圧縮や燃焼で高まる圧力を見越して圧縮比を低く設計する事になり効率が低下するが、インタークーラーで吸気を冷やせば圧縮比を高く設定できるので、圧縮比低下による効率の低下を防ぐことができる。また、インタークーラーを前提に過給圧をより高く設計することもできる。
ターボ車においてはインタークーラーを装備しない車種も存在するが、スーパーチャージャーの場合は排圧が高くなると充分な過給圧が得られないため一部の例外を除き多くの車種において装備されている。

## 自動車への設置方式

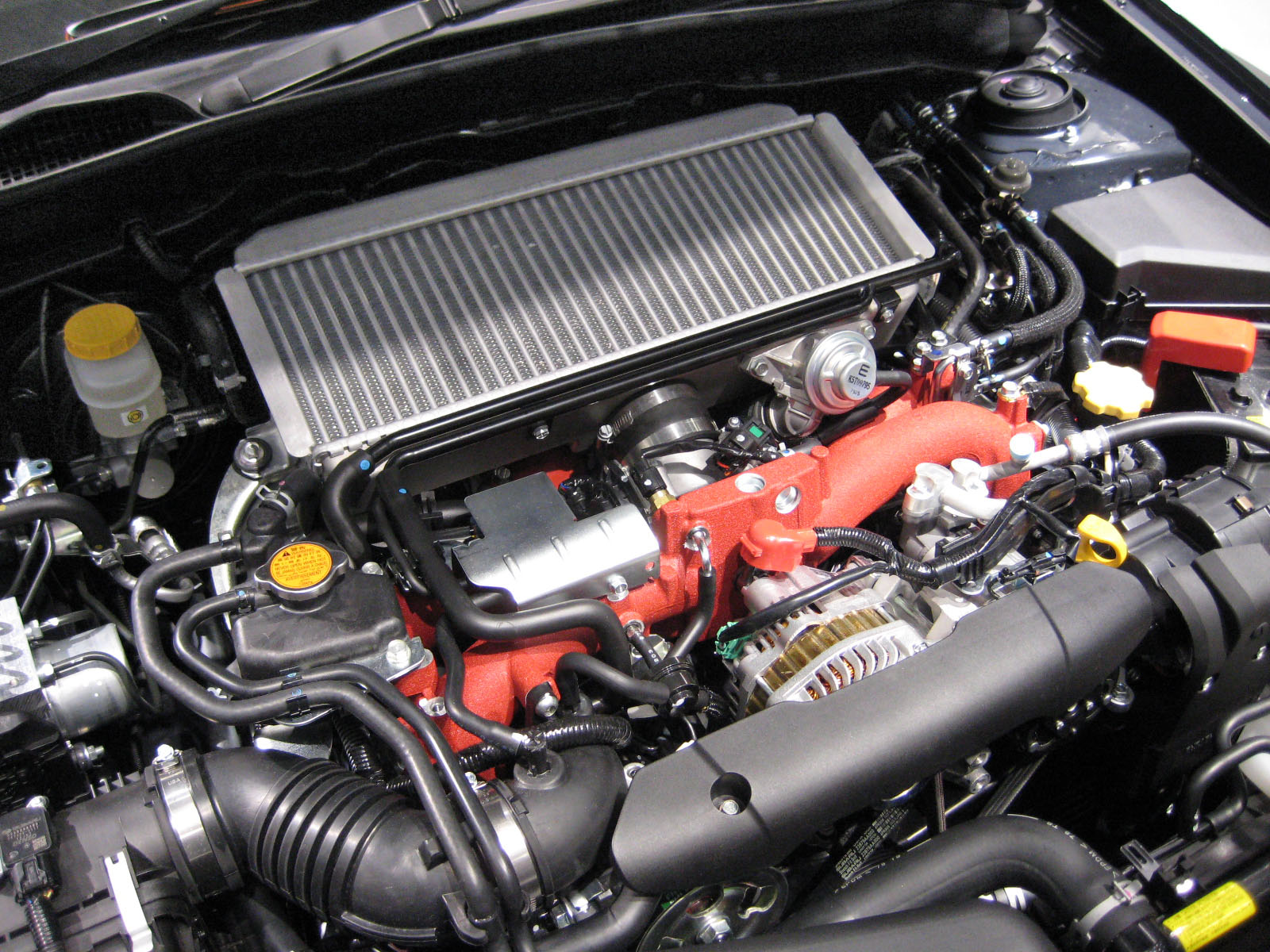
水平に設置されたインタークーラー（スバル・インプレッサ）

構造の簡便さから空冷式が多いが、設置位置の制約が少ない水冷式が選ばれることもある。近年は大排気量エンジンをターボ過給した小排気量エンジンに置き換えることにより燃費の低減を目指したエンジン（ダウンサイジングコンセプト）が増えている。
インタークーラーを設置すると、吸気系距離が長くなることで過給効果に時間的な遅れターボラグが生ずる場合があるが、フォルクスワーゲン社のTSIなどではインタークーラーを水冷式として吸気通路を短縮し応答性の向上に努めている。
フロントエンジン車の場合は車体前部に、ミッドシップ、リアエンジン車の場合は車体後部に取り付けられることが多い。改造によって新たに設置されたり、別の個所へ移動させられることもある。
車体に空気取り入れ口を設け、そこから導入された外気をダクトを用いてインタークーラーにあてる構造のものも多数存在する。
主に採られる設置方式を記す。
前置き
ラジエーターの前または下に設置。純正の配置で採られる車種もあれば、チューニングにより配管を変更して前置きにする場合もある。
水平
エンジンルーム上部に水平になるよう設置。ボンネットには、インタークーラーにエアを導くためのダクト（フードスクープ）が存在するのが一般的。

## 水冷式インタークーラー

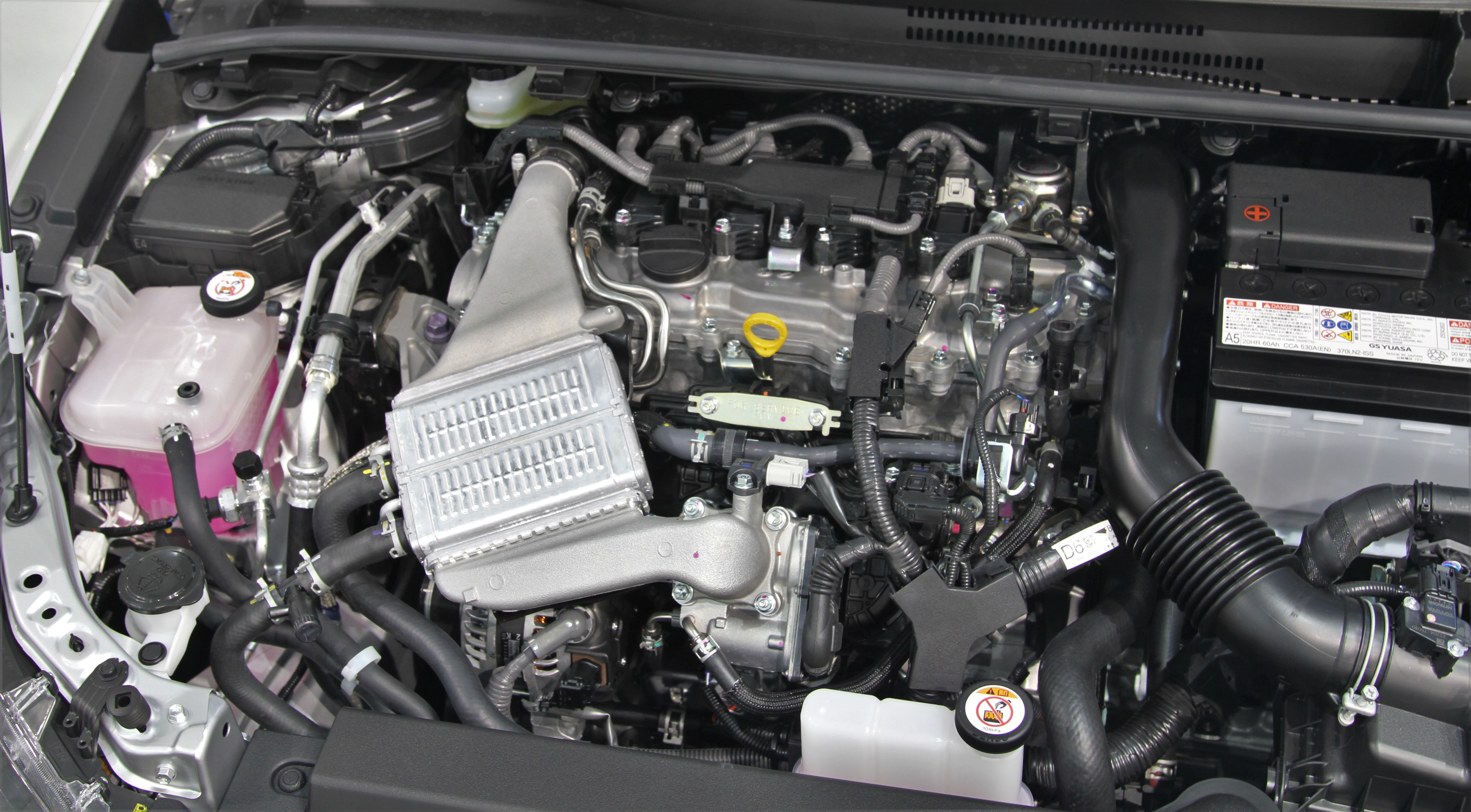
水冷式インタークーラーを採用したトヨタ・8NR-FTSエンジン（トヨタ・カローラスポーツ）

過去の市販車ではトヨタ・ソアラ、トヨタ・セリカXXのM-TEU搭載車、トヨタ・セリカ GT-FOUR RC、ホンダ・レジェンド V6 Ti、スバル・レガシィの初代モデル、トヨタ・クラウンに搭載された8AR-FTSなどで、水冷式が採用された。
水冷式は同じ熱効率でも空冷式よりもクーラーコアを小型に設計でき、設置場所の自由度が高く、また低速走行時の熱交換率にも優れる。しかしその冷却水をエンジン冷却系統と共有した場合は「吸気温度の下限がラジエーター水温に依存する」という欠点があった。
これを回避するにはエンジン冷却系統とは別に、インタークーラー用の冷却系統を設けることになるので、独立したサブラジエーターとウォーターポンプが必要となるし、停車中や低速走行時の冷却の為のサブラジエーターに独立した冷却ファンが必要となり、システムが複雑になる。
以前は空冷式が主流だったが、2000年代中盤からのダウンサイジングコンセプトでは過給のタイムラグを抑制するために吸気経路が短縮化可能でレイアウトの自由度の高い水冷式とするメリットが大きいため、インタークーラーの水冷化は一つのトレンドとなっている。
4代目マツダ・デミオ（後のMAZDA2）のディーゼルエンジン仕様車は、インテークマニホールド内蔵型の水冷インタークーラーを採用している。これは、狭小なコンパクトカーのエンジンルームに格納する必要があることと、吸気管長を短縮してディーゼルエンジンのレスポンスを改善すること、および従来のディーゼルエンジンに比べ圧縮比が極端に低いことによる自己着火性の悪さを改善する為のものである。

## 船舶、艦船への設置方式
外部から取り込んだ水を使用する水冷式のため、効率が高い。